# 川崎病院 (兵庫県)
医療法人川崎病院（いりょうほうじんかわさきびょういん）は、兵庫県神戸市兵庫区東山町の民間病院。医師の卒後臨床研修指定病院でもある。

## 概要
1936年（昭和11年）、「川崎造船所」（現在の川崎重工業）が開設し、その後、1950年（昭和25年）に医療法人として独立、1998年（平成10年）に南館の新築と本館、西館を改修、現在に到る。
一般病院（医療法人の病院）のため、川崎重工業や川崎重工グループの従業員でなくとも受診できる。地域の基幹病院として住民に親しまれている。
急性期医療、予防医学（人間ドック、生活習慣病）、在宅介護支援に積極的に取り組む。
病院は異人館やハーバーランドに近い高台にあり、神戸市の中心である三宮にも近い。地下鉄、高速道路もあり、交通至便な立地である。

## 診療科
- 内科
- 糖尿病内分泌内科
- 血液腫瘍内科
- 腎臓内科
- 消化器内科
- 循環器内科
- 外科
- 肛門外科
- 整形外科
- 眼科
- 耳鼻咽喉科
- 形成外科
- 皮膚科
- 泌尿器科
- 婦人科
- 歯科口腔外科
- 放射線科
- 麻酔科
- 救急科
- 臨床検査科
- 総合診療科

## 医療機関の認定
（下表の出典）
| 保険医療機関                         | 労災保険指定医療機関                           |
| 指定自立支援医療機関（更生医療）     | 臨床研修病院                                   |
| 指定自立支援医療機関（精神通院医療） | 身体障害者福祉法指定医の配置されている医療機関 |
| 臨床修練病院等                       | 生活保護法指定医療機関                         |
| 結核指定医療機関                     | 肝疾患診療連携拠点病院                         |
| 戦傷病者特別援護法指定医療機関       | 原子爆弾被害者指定医療機関                     |
| DPC対象病院                          | 原子爆弾被害者一般疾病医療機関                 |
| 公害医療機関                         |                                                |

- 救急告示病院[2]
- 公益財団法人日本医療機能評価機構認定病院[3]
- このほか、各種法令による指定・認定病院であるとともに、各学会の認定施設でもある。

## 交通アクセス
- 神戸電鉄有馬線「湊川駅」または神戸市営地下鉄西神・山手線「湊川公園駅」から、徒歩約5分[4]。